# Mahmudiye, Ezine
Mahmudiye là một xã thuộc huyện Ezine, tỉnh Çanakkale, Thổ Nhĩ Kỳ. Dân số thời điểm năm 2011 là 1.605 người.